# Anolis prasinorius
Anolis prasinorius (баорукський зелений гілочковий аноліс) — вид ігуаноподібних ящірок родини анолісових (Dactyloidae). Ендемік Домініканської Республіки. Описаний у 2016 році.

## Поширення і екологія
Баорукські зелені гілочкові аноліси мешкають на півострові Бараона та на сході гір Сьєрра-де-Баоруко. Вони живуть в тропічних лісах, на висоті від 700 до 1410 м над рівнем моря.